# 洪布龍岩
洪布龍岩（英語：Hombron Rocks）是南極洲的岩石，位於特里尼蒂半島，處於塔納龍角附近，由法國探險隊發現，以隨隊的外科醫生命名，現時由南極條約體系管理。